# یواس‌اس ساکرامنتو (پی‌جی-۱۹)
یواس‌اس ساکرامنتو (پی‌جی-۱۹) (به انگلیسی: USS Sacramento (PG-19)) یک کشتی بود که طول آن ۲۲۶ فوت ۲ اینچ (۶۸٫۹۴ متر) بود. این کشتی در سال ۱۹۱۴ ساخته شد.